# 합천 오도리 이팝나무
합천 오도리 이팝나무(陜川 五道里 이팝나무)는 대한민국 경상남도 합천군 가회면 오도리에 있는 이팝나무이다. 1993년 12월 7일 경상남도의 기념물 제134호로 지정되었다.

## 개요
이팝나무란 이름은 꽃이 필 때 나무 전체가 하얀꽃으로 뒤덥여 이밥, 즉 쌀밥과 같다고 하여 붙여진 것이라고 하며, 여름이 시작될 때인 입하에 꽃이 피기 때문에 ‘입하목(立夏木)’이라 부르기 시작하여 입하목에서 입하나무를 거쳐 오늘의 이팝나무가 되었다고 한다.
합천 오도리의 이팝나무의 높이는 15m이며 둘레는 2.8m이다. 마을에서는 이 나무를 마을을 지켜주는 신성스런 나무로 여기고 있다. 꽃이 피어도 벌과 나비가 날아들지 않아 기이하며, 이 나무에 꽃이 활짝 피면 풍년이 든다는 풍습이 전해오고 있다.
우리나라의 크고 오래된 이팝나무에는 거의 한결같은 이야기가 전해지고 있는데 그것은 이팝나무의 꽃피는 것으로서 그 해 농사의 풍년과 흉년을 점칠 수 있다는 것이다. 이팝나무는 물이 많은 곳에서 자라는 식물이므로 비의 양이 적당해야 꽃이 활짝 피기 때문에, 물의 양이 적당해야 벼농사와 관련지어 이와 같은 전설이 생겼다고 본다.
합천 오도리의 이팝나무는 오랜 세월 조상들의 관심과 보살핌 속에 살아온 나무로서 기념물로 지정히여 보호하고 있다.

## 참고 자료
- 합천 오도리 이팝나무 - 국가유산청 국가유산포털